# TrustChain
A TrustChain online szerződéskötő platformon vállalkozók, cégek, egyéb üzleti szereplők egymás között hoznak létre, egyeztetnek és a telefonjukon írnak alá dokumentumokat digitális, mégis jogilag biztonságos módon. Olyan, a mindennapi működést jelentősen lassító adminisztrációs folyamatok tehetők így gyorsabbá, egyszerűbbé és biztonságosabbá, mint például a szerződések tartalmának egyeztetése, vagy jegyzőkönyvek, teljesítésigazolások, társasági jogi dokumentumok aláírása.

## Kezdetek
A Trustchain Systems Kft. célja egy olyan online felület létrehozása volt, amely a Magyarországon belüli és a nemzetközi kereskedelmi ügyleteket és finanszírozásukat egyszerűbbé és gyorsabbá teszi a KKV szektorba tartozó cégek számára.
A TrustChain Platform (TC Platform, Platform) egy olyan eszköz, amely online környezetben, részben automatizált módon valósítja meg a cégek közötti partner-azonosítás, szerződéskötés és a kapcsolódó pénzügyi elszámolás folyamatát. A tranzakciókhoz kapcsolódó dokumentáció időbélyegzett és elektronikusan hitelesített, távlati célként egy bizalmi infrastruktúra megvalósulásának alapjait hivatott lefektetni.
A Platform webböngészőből (https://web.archive.org/web/20190124123555/https://trustchain.systems/, https://www.trustchain.com Archiválva 2020. április 6-i dátummal a Wayback Machine-ben) érhető el; a felhasználó számára könnyen kezelhető online felületen teszi hozzáférhetővé a rendszerben létrehozott elektronikus dokumentumokat; a tranzakciók jóváhagyása, az elektronikus dokumentumok aláírása pedig a bizalmi szolgáltatást végző Evrotrust okostelefonos applikációján keresztül történik. A Platformon jelenleg három termék érhető el, a Drop&Sign, a Simple Contract és a Sing&Send.

## Termékek
Sign&Send 
A Sign&Send egy olyan felületet biztosít a felhasználóinak az elektronikus aláírásuk használatára, amely segítségével a rendszertől függetlenül létrehozott dokumentumaikat is alá tudják írni. A felhasználók akár a saját nevükben, akár a cég nevében tett - ennek az okirat tartalmából kell kiderülnie - nyilatkozataikat, megállapodásaikat, egyéb okirataikat is aláírhatják a Sign&Send segítségével.
Simple Contract 
Az összetettebb funkcionalitású Simple Contract kifejezetten a KKV szektorra optimalizált szerződés-egyeztetési, szerződéskötési és a szerződés teljesítését monitorozó megoldás, amely kifejezetten az új üzleti kapcsolatok létrehozása esetére tartalmaz olyan funkciókat, amelyek ebben a helyzetben csökkentik az ügyletben rejlő kockázatokat (pl.: Biztonságos fizetési mód, cégadatok hiteles forrásból kerülnek a szerződésbe, minden aláírás előtt ellenőrizzük az aláíró képviseleti jogosultságát, stb.).
A Simple Contract nagy előnye, hogy alkalmas a megkötött szerződések alapján struktúrált adatot képezni, szövegfelismerő vagy mesterséges intelligencia alkalmazása nélkül automatikusan értelmezhetővé válnak a szerződés vonatkozásában legfontosabb információk (pl.: teljesítési határidő, fizetési határidők, a szerződés tárgya stb.).

## Országok, ahol már elérhető a TrustChain
A TrustChain platformot 2020. március 1-jétől magyar és cseh cégek mellett már újabb 23 ország állampolgárai – Albánia, Ausztria, Belgium, Bulgária, Kanada, Horvátország, Ciprus, Dánia, Észtország, Finnország, Franciaország, Németország, Görögország, Írország, Olaszország, Izrael, Lettország, Litvánia, Luxemburg, Málta, Moldova, Montenegró, Hollandia , Észak-Macedónia, Norvégia, Lengyelország, Portugália, Románia, Oroszország, Szerbia, Szlovákia, Szlovénia, Spanyolország, Svédország, Svájc, Egyesült Királyság – is használhatják.

## Befektetések
A cégbe elsőként, 2017 júliusában a Startup Campus Inkubator Zrt. fektetett 53 millió forintot, másodikként pedig az MFB Csoporthoz tartozó Hiventures Kockázati Tőkealap-kezelő Zrt., akkor 149 millió forintot. A TrustChain indulása óta - a Hiventures Kockázati Tőkealap-kezelő Zrt-től érkező újabb 207 millió forintos befektetéssel együtt - összesen 409 millió forint befektetést kapott.

## Sikerek, díjak
- 2019: Első díjat vettek át a Central European Startup Awards bukaresti fináléján, a legjobb közép-európai feltörekvő (Best Newcomer) startup kategóriában.
- 2019: Az INOWWIDE program keretein belül, a “Digital Trade route to Africa, innovation and market entry to the Moroccan market” című projektjavaslat  nyert finanszírozást.
- 2019: A TrustChain egyike lett a SIGNA Group által szervezett, Innovation to Company Challenge-ben kiválasztott 3 cégnek, közös feladatuk egy úttörő ingatlanprojekt megalkotása.
- 2020: A TrustChain bekerült az OTP Startup Programjába, így a bankkal közösen egy pilotprojektet valósítanak meg.[6]